# Віртуальний виділений сервер
Віртуальний виділений сервер (англ. virtual dedicated server), VDS або (англ. virtual private server, VPS) — послуга, в рамках якої користувачеві надають віртуальний сервер. Це повноцінна альтернатива фізичного виділеного сервера з великою кількістю переваг, високою стабільністю, простотою в управлінні і налаштуванні, стійкістю до відмов і набагато меншими фінансовими витратами

## Особливості
В середині віртуального сервера можна створювати власні версії системних бібліотек або змінювати існуючі, власник VDS може видаляти, додавати, змінювати будь-які файли, включаючи корневі файли та в інших службових директоріях, а також встановлювати власні застосування або налаштовувати / змінювати будь-яке доступне йому прикладне програмне забезпечення.
У деяких системах віртуалізації (наприклад — VMWare і Xen) також доступні для редагування, налаштування ядро операційної системи і драйверів пристроїв.

## Основні відомості
VPS (virtual private server) або VDS (virtual dedicated server) відрізняється від фізичного тим, що машина (сервер) встановлена не у користувача, а у провайдера. У той же час VPS відповідає фізичному серверу за всіма надаваними можливостями. Усередині віртуального сервера можна створювати власні версії системних бібліотек або змінювати ті, що існують. Крім того, принцип розташування декількох VPS на одному фізичному сервері дозволяє значно знизити вартість послуги. При цьому користувачі VPS купують абсолютно автономний віртуальний виділений сервер і всі права на нього, таким чином отримуючи більш повний доступ і необмежені можливості по управлінню сервером.
Адміністратор — це власник віртуального сервера, який може встановлювати будь-які додатки, працювати з файлами і виконувати будь-які інші завдання, можливі на окремій машині. Оренда віртуального сервера — популярний вид хостингу, так як надає розумний баланс між ціною і можливостями для більшості власників інтернет-сайтів і додатків. Ціна може сильно відрізнятися залежно від пакета, послуг підтримки та адміністрування.

## Типи віртуалізації
Віртуальний виділений сервер має п'ять основних типів віртуалізації:
- OpenVZ — віртуалізація на рівні операційної системи, яка працює за принципом контейнерної віртуалізації, тобто дозволяє ділити один сервер між кількома користувачами одночасно, без втрати продуктивності. Має більше обмежень, ніж інші типи віртуалізації, наприклад, обмеження на кількість файлів у віртуальних машинах. Використання OpenVZ можливо як для невеликих, так і для великих проектів. Однак, за рахунок меншої ізоляції ресурсів на OpenVZ, продуктивність конкретного VPS може бути знижена за рахунок високого навантаження на VPS, розташовані на тому ж носії. Тому для проектів з високими вимогами до продуктивності та аптайму не рекомендується використовувати OpenVZ.
- Xen — кросс-платформерна віртуалізація з підтримкою технології паравіртуалізації (окрім апаратної віртуалізації), що майже повністю імітує справжній комп'ютер.  Користувачеві надається можливість повністю використовувати сервер, саме тому Xen називають ізольованим. Використовується для багатьох основних прикладних програм. Ціна вища за OpenVZ, але й обмежень на користування майже немає. Xen широко використовується як компонент віртуалізації у хмарних обчислюваннях.  На основі Xen створено кілька комерційних продуктів для консолідації серверів. Подальшим кроком у розвитку Xen можна також вважати створення системи серверної віртуалізації Xen Cloud Platform (XCP).
- KVM — апаратна віртуалізація в середовищі Linux, яка емулює шар апаратного забезпечення, на якому можна створювати і запускати віртуальні машини. Надає повну свободу дій для користувача та можливість запуску нестандартних програм. Технічно емуляція забезпечується програмою, що працює у середовищі користувача та використовує інтерфейс /dev/kvm для емуляції пристроїв введення та виведення інформації. KVM дозволяє використовувати немодифіковані образи дисків, що містять операційні системи. При цьому всі віртуальні машини мають власне віртуальне апаратне забезпечення: диски, відеокарти тощо.
- Hyper-V — тип апаратної віртуалізації, розробка Microsoft. ОС Windows рекомендується запускати не на Xen, а на Hyper-V, тому що сумісність і продуктивність вище. Hyper-V надає базову підтримку віртуалізації Linux-систем у режимі емуляції пристроїв. Паравіртуалізація можлива за умови включення модулів ядра Linux або встановлення додаткових компонентів інтеграції. Окрема версія Hyper-V є безкоштовною (також Hyper-V поставляється як компонент платних ОС типу Windows Server).
- Cloud VPS — тип віртуалізації, що виконується динамічним (хмарним) сервером, при цьому одні й ті ж дані зберігаються в кількох місцях одночасно. Завдяки доступності різних джерел даних, Cloud VPS забезпечує високий показник безперервної роботи сайту (аптайм).

## Переваги VPS
Повний доступ, ніяких обмежень:
- Повноцінний доступ з правами root (для FreeBSD і Linux) або Адміністратора (для Windows).
- Віртуальний сервер не має обмежень кількості розміщуваних сайтів, баз даних, ftp, e-mail і ssh акаунтів.

Гнучкість:
- Можливість конфігурування будь-яких параметрів системи і додатків.
- Можливість встановлення своїх версій системних бібліотек або зміни наявних.
- Можливість вилучати, додавати або змінювати будь-які файли в системі.
- Можливість установки будь-якого програмного забезпечення або переконфігурації системного програмного забезпечення.

Надійність:
- VPS володіє своєю IP-адресою, портами, фільтрами і правилами маршрутизації.
- Повний контроль над процесами, користувачами і файлами в системі.
- Дискова підсистема, мережа, процесор і інше — повністю віртуалізовані; такий підхід дозволяє забезпечити повну ізольованість різних VPS на одному сервері один від одного.
- VPS має вищий рівень безпеки в порівнянні з традиційним shared-хостингом, в якому немає можливості повноцінного захисту від ресурсових атак.

Економічність:
- Оренда віртуальної машини значно дешевша, ніж оренда виділеного сервера.
- Вартість операційної системи Windows вже входить у вартість віртуальної машини.
- Не потрібно відразу із запасом витрачатися на потужне обладнання. Додавання ресурсів (англ. upgrade) на віртуальному ПК проводиться «на льоту» без відключення.
- Дизайн-студії, скориставшись даною послугою, зможуть самі надавати хостинг своїм клієнтам.

## Недоліки VPS
Вартість:
- VPS сервери зазвичай мають більш високу вартість, ніж послуги віртуального хостингу. При цьому вартість віртуального серверу зі специфічними характеристиками (об'єм дискового простору тощо) може бути суттєво вище за вартість пакету послуг віртуального хостингу з аналогічними характеристиками.

Необхідні технічні знання:
- Рівень технічних знань, що вимагається від користувача для налаштування та адміністрування (управління) VPS є значно вищим ніж той, що вимагається від користувача віртуального хостингу. А саме, можуть бути потрібні навички адміністрування Linux-подібних систем та інші.

Обмеженість ресурсів:
- Ресурси та обчислювальні потужності VPS поступаються відповідним ресурсам повноцінних виділених серверів.

## Відмінності між VPS (OpenVZ) та VDS (KVM)
Послуги VPS та VDS дуже схожі між собою і мають багато спільного. Головні принципи роботи хостингів VPS і VDS — відсутність обмежень кількості розміщених сайтів, доменів, баз даних, а також користувачів SSH, FTP та e-mail. Обмежуються тільки надані ресурси, адміністратор сервера отримує право працювати з сервером як із реальним ПК.
|                                     | VPS                                  | VDS                                             |
| ----------------------------------- | ------------------------------------ | ----------------------------------------------- |
| Віртуалізація                       | OpenVZ                               | KVM                                             |
| Тип віртуалізації                   | На рівні ОС                          | Апаратна віртуалізація                          |
| Доступні ОС                         | Centos, Ubuntu, Debian               | Centos, Ubuntu, Debian, FreeBSD, Windows        |
| Можливість оновити ядро ОС          | Ні                                   | Так                                             |
| Тип ядра ОС                         | Загальне                             | Власне                                          |
| Можливість встановити свою ОС       | Ні                                   | Так                                             |
| Ізоляція від інших вірт. серверів   | Часткова                             | Повна                                           |
| Зміна тарифу, розширення параметрів | Можливо без перезавантаження серверу | Необхідне перезавантаження                      |
| Робочий стіл                        | LinuxMint чи інші                    | LinuxMint чи інші. Віддаленний робочий стіл RDP |
| Можливість встановлення Keitaro     | Ні                                   | Так                                             |
| Можливість розгортання Docker       | Ні                                   | Так                                             |
| Підключення по VNC                  | Ні                                   | Так                                             |